# Kill Rock Stars
Kill Rock Stars is een Amerikaans onafhankelijk platenlabel, gevestigd in Olympia, Washington. Het label werd in 1991 opgericht door Slim Moon.

## Artiesten
- Mika Miko
- Linda Perry
- Macromantics
- Anna Oxygen
- Numbers
- Gravy Train!!!!
- John Wilkes Booze
- The Makers
- The Old Haunts
- Jeff Hanson
- Nedelle
- Stereo Total
- the pAper chAse
- Gold Chains & Sue Cie
- Comet Gain
- Panther
- Casual Dots
- Slumber Party
- Mecca Normal
- Semiautomatic
- Deerhoof
- The Everyothers
- They Shoot Horses, Don't They?
- Harvey Danger
- Shoplifting
- Erase Errata
- Marnie Stern
- Thao Nguyen
- Mary Timony
- The Gossip
- The Decemberists
- Lung Leg
- Bikini Kill
- C-Average
- Sleater-Kinney
- Shotgun Won
- godheadSilo
- Witchypoo
- Huggy Bear
- Unwound
- Bangs
- Bratmobile
- Elliott Smith
- Mary Lou Lord
- Peechees
- Miranda July
- Wrangler Brutes